# Disaggregazione dei dati
La disaggregazione dei dati è il processo di separazione delle informazioni raccolte in unità più piccole, utile ad analizzare i dati in modo più approfondito.. Maggiore è l'aggregazione dei dati in categorie generiche, infatti, minore è la possibilità di distinguere tra le diverse componenti del campione. Tramite la disaggregazione è al contrario possibile analizzare i diversi sottogruppi che si distinguono rispetto a variabili quali ad esempio età, genere, luogo di residenza, reddito, etnia, livello di istruzione, eccetera.
Questo concetto si collega strettamente a vari principi della statistica descrittiva e inferenziale, in cui i dati vengono analizzati a più livelli per ottenere insight più dettagliati. Nella statistica, i dati possono essere aggregati attraverso funzioni come media aritmetica, mediana, varianza e simili;  quando si disaggregano i dati in gruppi più specifici, detti anche strati o livelli, è possibile esaminare in che modo i sottogruppi di una popolazione differiscono rispetto alla variabile d'interesse.
A livello sociale, la raccolta e l'analisi di dati disaggregati sono importanti per identificare differenze e disuguaglianze, permettendo di scoprire modelli e tendenze che possono essere nascosti nei dati aggregati. Ad esempio, la media di un fenomeno può sembrare stabile, ma la disaggregazione può rivelare che certi gruppi della popolazione sono svantaggiati. Di conseguenza, l'utilizzo di dati disaggregati può permettere di prendere decisioni e adottare politiche in modo più consapevole, tenendo conto delle diverse necessità che gruppi differenti hanno.
In contesti quali l'istruzione, la sanità o il mercato del lavoro, la disaggregazione dei dati permette di affrontare le esigenze specifiche di gruppi vulnerabili o minoritari, promuovendo una maggiore equità.
L'Organizzazione delle Nazioni Unite raccomanda di raccogliere dati disaggregati almeno per reddito, sesso, età, etnia, cittadinanza, disabilità e luogo geografico, in accordo con i principi fondamentali per le statistiche. Per la Global Partnership for Sustainable Development Data, i principi per una raccolta di dati realmente inclusiva sono:
1. I dati devono riferirsi a tutta la popolazione, senza escludere nessuno;
2. I dati devono essere disaggregati per almeno per sesso, età, luogo geografico e disabilità e, dove possibile, reddito, etnia, status giuridico e altre caratteristiche rilevanti;
3. I dati devono essere tratti da tutte le fonti disponibili, anche non ufficiali, se di qualità sufficiente rispetto agli standard internazionali;
4. Le persone incaricate della raccolta dei dati e della produzione delle statistiche devono essere responsabili della trasparenza e della riservatezza dei processi;
5. I mezzi umani e tecnologici atti a raccogliere dati disaggregati di alta qualità devono essere soggetti a miglioramento continuo, anche tramite adeguati finanziamenti.